# Amphinemura seminigra
Amphinemura seminigra är en bäcksländeart som beskrevs av Tatemi Shimizu 1998. Amphinemura seminigra ingår i släktet Amphinemura och familjen kryssbäcksländor. Inga underarter finns listade i Catalogue of Life.